# Rota das Emoções
 Rota das Emoções é uma rota turística criado em 2005, através do Sebrae em conjunto com Ministério do Turismo (Brasil), para estimular o turismo da região do nordeste brasileiro.
A fim de explorar os atrativos litorâneos de três estados: Piauí, Ceará e Maranhão, conhecido pelas paisagens exóticas, sol, praia, dunas, cultura, gastronomia e uma fauna e flora de tirar o fôlego, sendo uma das belas atrações do Brasil.
Compreende a bela Praia de Jericoacoara, Camocim e Barroquinha no Ceará, passando pelas praias de Cajueiro da Praia, Luís Correia e o Delta do Parnaíba no Piauí e os Lençóis Maranhenses no Maranhão.

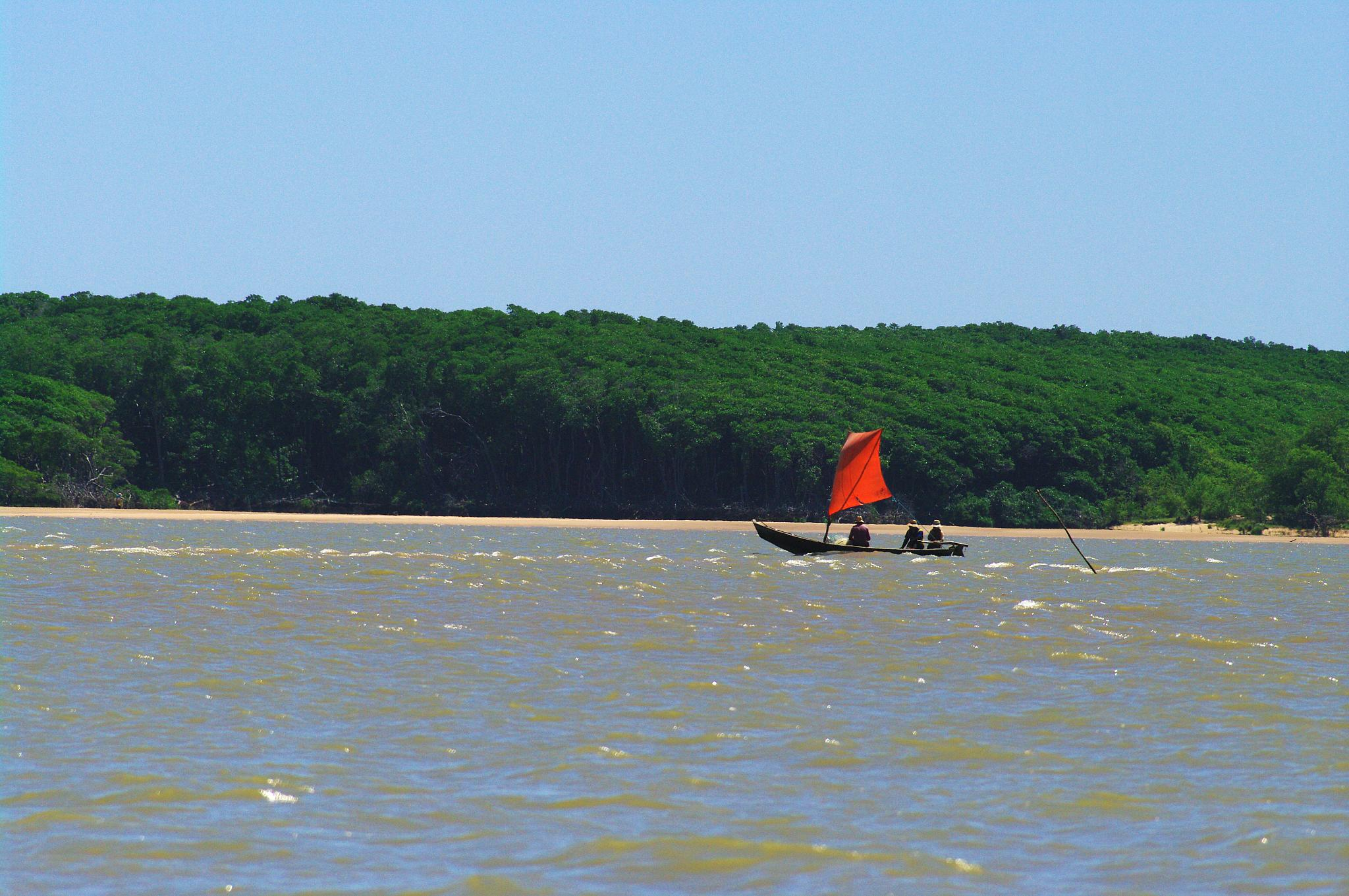
Manguezais em um dos braços do Delta

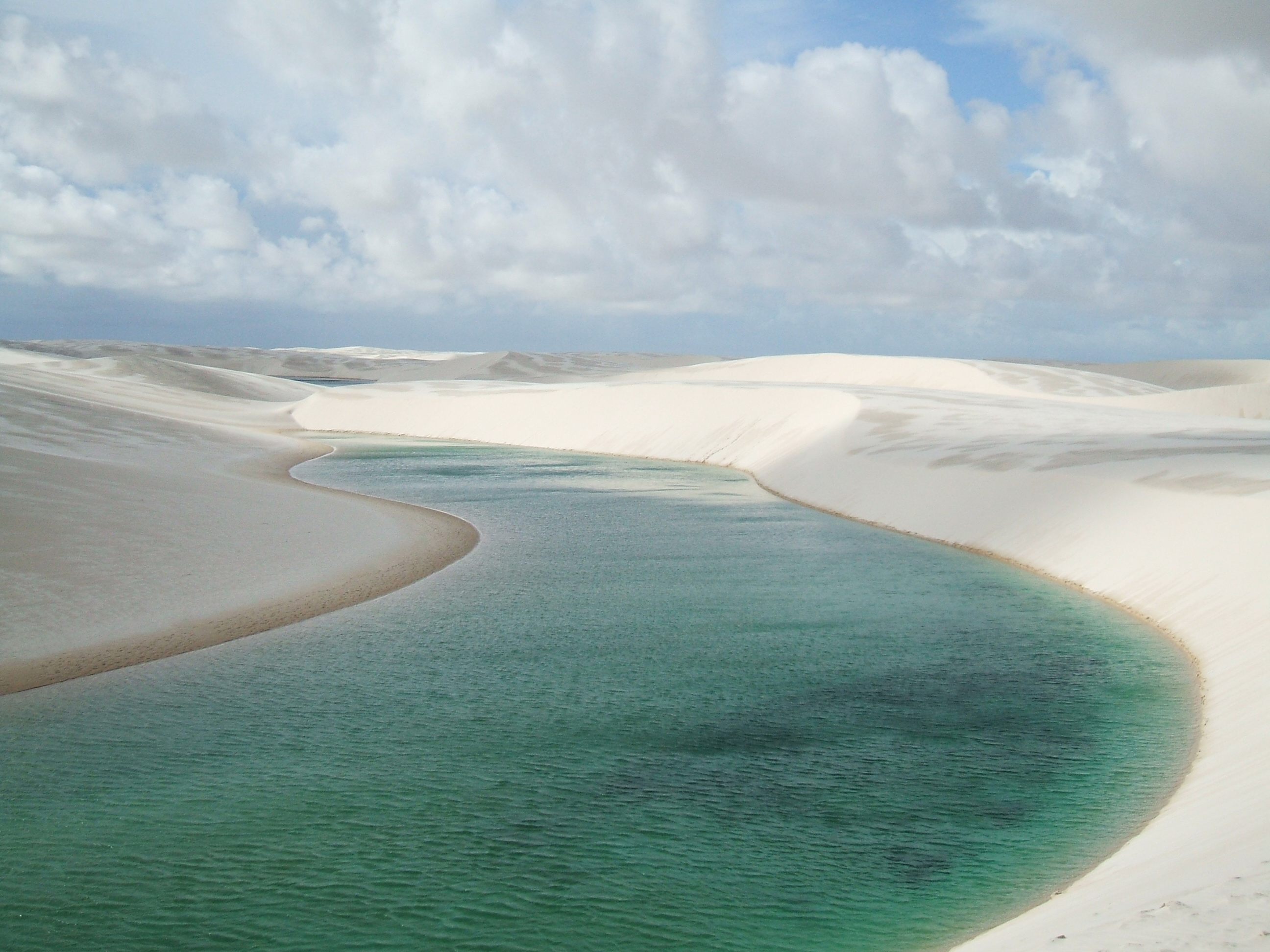
Maior lagoa dos Lençóis durante período de chuvoso

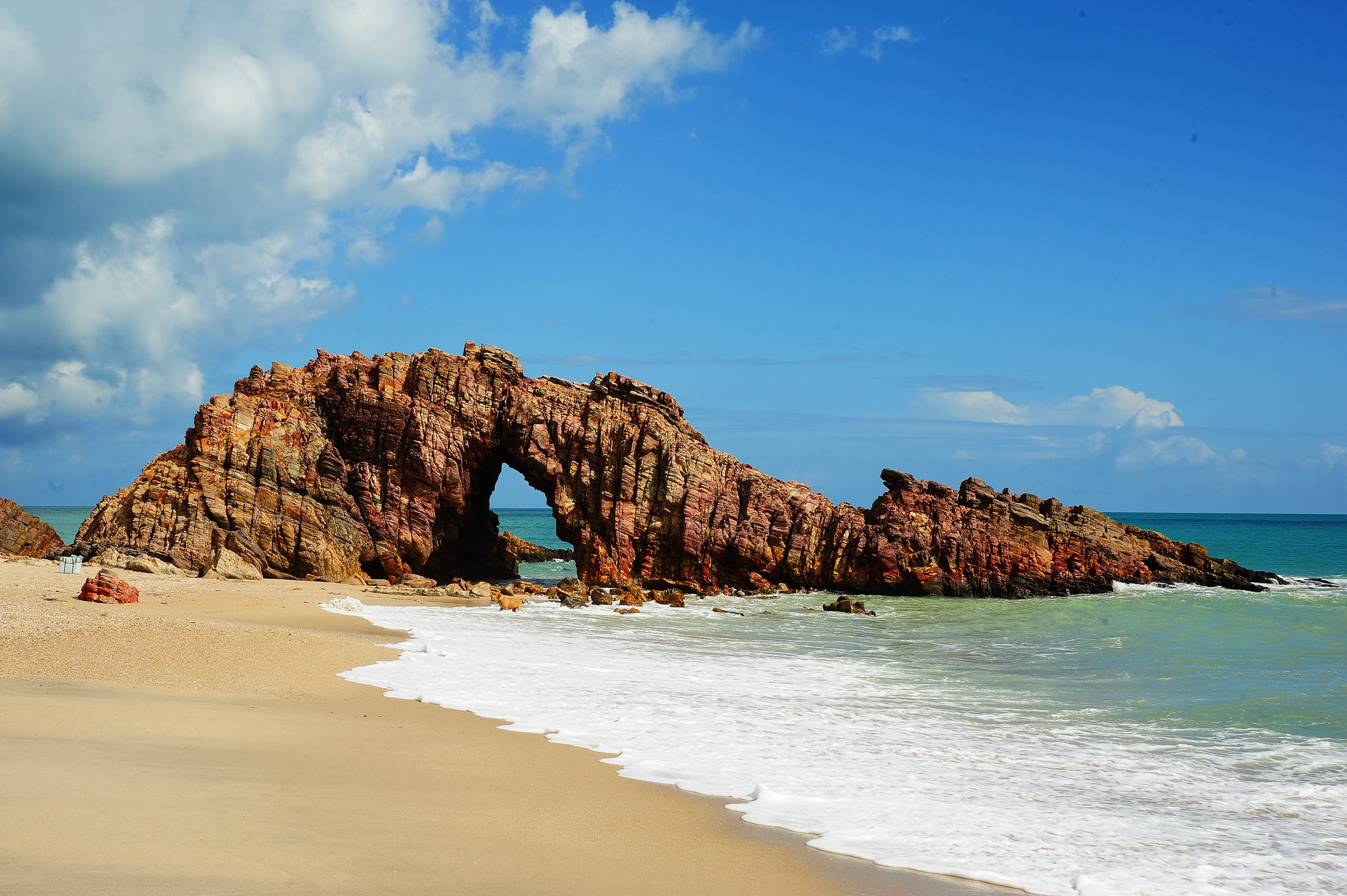
Pedra furada da praia de Jeri

## Cidades
A rota cobre em um trecho de 15 cidades litorâneas entre São Luís a Fortaleza, totalizando 900km. O principal portão de entrada é a cidade de Parnaíba como a maior e melhor base de apoio a qualquer um dos destinos da rota.
- Maranhão
  - Santo Amaro do Maranhão
  - Barreirinhas
  - Paulino Neves
  - Tutóia
  - Água Doce do Maranhão
  - Araioses
- Piauí
  - Ilha Grande
  - Parnaíba
  - Luís Correia
  - Cajueiro da Praia
- Ceará
  - Chaval
  - Barroquinha
  - Camocim
  - Jijoca de Jericoacoara
  - Cruz

O projeto visa desenvolver e capacitar as empresas que operam no roteiro, através da formatação de produtos, melhoria de qualidade e promoção dos destinos integrados. O projeto tem feito o maior sucesso e atraído turistas do mundo todo.
Site oficial: https://rotadasemocoes.com.br/

## Mais Informações
O que é a Rota das Emoções - https://www.rotadasemocoesbrasil.com.br/o-que-e-a-rota-das-emocoes/
Melhores épocas para visitar - https://www.rotadasemocoesbrasil.com.br/melhores-epocas-e-quando-ir/
Quantos dias e por onde começar - https://www.rotadasemocoesbrasil.com.br/quantos-dias-e-por-onde-comecar/
Principais atrações - https://www.rotadasemocoesbrasil.com.br/principais-atracoes/
Expedições completas - https://www.rotadasemocoesbrasil.com.br/expedicoes/
Pacotes Turísticos - https://www.rotadasemocoesbrasil.com.br/pacotes/
Expedições para a Rota das Emoções - https://www.rotadasemocoesbrasil.com.br/expedicoes/